# Слюзар Степан Климентійович
Степан Климентійович Слюзар (нар. 22 липня 1950, с. Баворів, Україна) — український журналіст, редактор. Член НСЖУ (1982). Заслужений журналіст України (2020). Брат Володимира Слюзара, праправнук о. Степана Качали, внучатий небіж Кирила Студинського.

## Життєпис

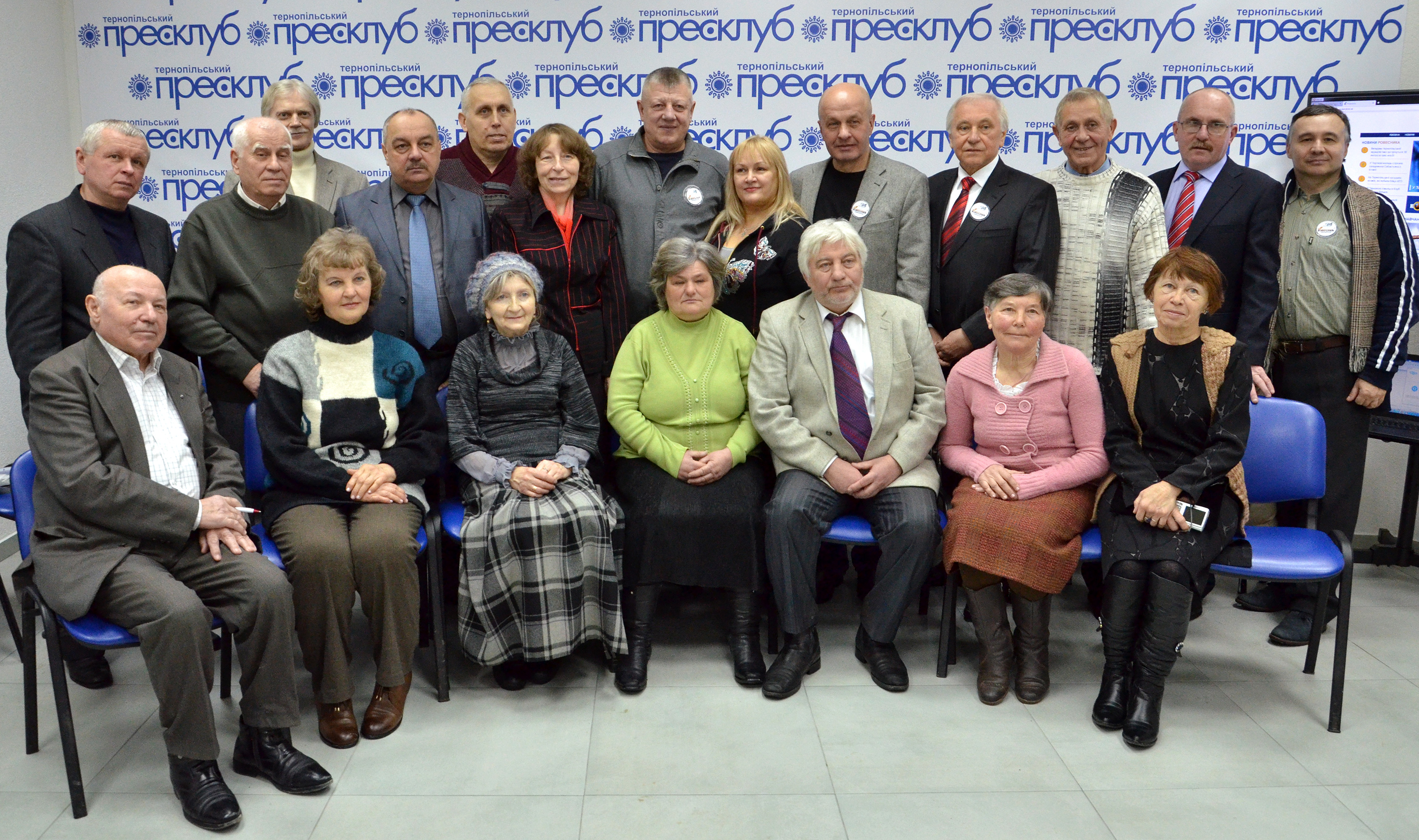
Зустріч журналістів-ветеранів газети «Ровесник» у Тернопільському прес-клубі

Степан Климентійович Слюзар народився 22 липня 1950 року в селі Баворові Тернопільського району Тернопільської області, нині Україна. Після закінчення Баворівської середньої школи вчителював у селах Кип'ячка та Баворів, служив у війську, працював інженером-статистом у Тернопільському «Облшляхбуді».
У 1977 році закінчив факультеті журналістики Львівського університету (нині національний університет).
Від 1977 — кореспондент, завідувач відділу тернопільської районної газети «Шляхом Ілліча» (нині «Подільське слово»).
У 1981—1990 — в редакції тернопільської обласної молодіжної газети «Ровесник»: кореспондент, старший кореспондент, завідувач відділу, відповідальний секретар, заступник редактора, редактор. За редагування Степана Слюзара газети «Ровесник» із майже 100-тисячним накладом першим серед офіційних видань краю підтримав національно-демократичні процеси.
Співініціатор і співорганізатор створення міської газети «Тернопіль вечірній», її 1-й редактор (березень 1990 — жовтень 1991); це — період розквіту видання (наклад — 50 тис. примірників). Після кількох чисел виходу київська компартійна влада намагалася ліквідувати видання за його активну проукраїнську позицію.
Від жовтня 1991 — редактор газети «Відродження», яку реорганізував у «Свободу». За 3 роки її тираж перевищив 100 тис. примірників, у період підготовки до Всеукраїнського референдуму 1 грудня 1991 газета виходила півмільйонним накладом, призначеним для Сходу та Півдня України.
Як прихильник незалежних від влади та політичних партій мас-медіа — співзасновник і президент приватної Агенції «Прес-Інформ» (1995). Один з ініціаторів створення і організатор «Тернопільської газети», її шеф-редактор (1996—2000). Видання реформаторського спрямування — переможець (1996) Всеукраїнського конкурсу серед обласних газет, який проводив міжнародний фонд «Відродження».
У серпні 1999 за програмою інформаційного агентства США (USIS) стажувався у цій країні.
Під час наступного перебування у США (2002—2003) вивчав історію української діаспори, діяльність її політичних та громадських організацій, українських та американських мас-медіа. Повернувшись в Україну, займався творчою роботою. Нині — пенсіонер.
Заступник голови обласної організації ««Меморіал» імені Василя Стуса» (від 2016).

## Нагороди
- Почесний знак Національної спілки журналістів України (2011),
- відзнака міського голови Тернополя (2015).[5]